# Distròfia muscular congènita per dèficit de lamina A/C
La distròfia muscular congènita (DMC) per dèficit de lamina A/C, també coneguda com a L-CMD, és una distròfia muscular congènita associada al gen LMNA o distròfia muscular Emery-Dreifuss II és una malaltia que s'engloba en les laminopaties. Les laminopaties són causades, entre d'altres mutacions, per mutacions al gen LMNA, aquest s'encarrega de sintetitzar les làmines A i C.
La DMC per dèficit de làmina A/C es caracteritza de forma genèrica, igual que la resta de distròfies musculars, per debilitat muscular, dificultats motrius i manca de control del moviment del cap, insuficiència respiratòria i anomalies cardíaques.
Es tracta d'una malaltia hereditària autosòmica dominant perquè afecta tant al sexe masculí com al femení indistintament. És d'herència dominant perquè el gen anormal dominaria sobre el normal i es transmetria la malaltia, tot i que també pot ser d'herència recessiva, és a dir, els pares serien portadors del defecte però no es mostraria.
Tanmateix, aquesta malaltia també es produeix per mutacions de novo, és a dir mutacions espontànies. Per tant, encara que els pares tinguin els gens normals, els fills afectats per la mutació del gen tindrien fills que patirien la mateixa malaltia, ja que es transmetria a través de l'herència genètica.
Aquesta distròfia es va poder descobrir gràcies a la genetista Gisèle Bonne que va identificar la primera mutació el gen LMNA l'any 1999.

## Gen LMNA
És el gen responsable d'aquesta DMC. El locus exacte en els cromosomes afectats és 1q21, és a dir que es troba en el braç llarg del cromosoma 1 en la posició 21.
El gen làmina A/C s'associa a diferents patologies entre les quals hi trobem la L-CMD. Aquest gen s'encarrega de sintetitzar les proteïnes làmina A i làmina C. La làmines A i C són proteïnes estructurals de filaments intermedis que proporcionen estabilitat i resistència a les cèl·lules, concretament confereixen estabilitat mecànica a l'embolcall nuclear. S'encarreguen de l'embolcallament del nucli de les cèl·lules i tenen un paper important en l'organització de la cromatina i la membrana nuclear.

## Símptomes
En general, els símptomes són els següents: debilitat muscular, dificultat en les adquisicions motores o absència de les mateixes, poc control del cap i rigidesa espinal a la zona cervical i dificultats respiratòries i trastorns cardíacs com arrítmies i dilatació cardíaca. Aquests últims poden ser els responsables d'una mort sobtada.

## Diagnòstic
A diferència de la majoria de distròfies musculars, la DMC per dèficit de làmina A/C, en el moment en què es fa una biòpsia, aquesta no presenta ruptura de les fibres musculars que indiqui una degeneració muscular.
Per diagnosticar una distròfia muscular es fa un control de l'enzim creatina-cinasa si aquest augmenta, però no és útil per identificar de forma concreta la DMC associada al gen LMNA. Tampoc serveix fer un estudi immunohistoquímic perquè no dona la suficient informació per detectar aquesta patologia.
Així que, el diagnòstic s'ha de confirmar a partir de tècniques moleculars, és a dir, amb la seqüenciació del gen LMNA.

## Tractament
És una malaltia que ara per ara no té cura. Es creu que la cura es pot trobar a partir d'arreglar els gens defectuosos que la causen.
El que es fa als pacients que pateixen aquesta patologia és un tractament pal·liatiu:
- Exercicis i tècniques fisioterapèutiques per evitar possibles contractures que dificulten el moviment i provoquen dolor articular.
- Utilització d'aparells com el BiPAP nocturn o el Cough Assist i Alpha 300.
- Monitoratge amb un linq que és un holter permanent que monitora els ritmes cardíacs constantment.
- Si hi ha problemes severs d'alimentació és necessari la utilització d'un botó gàstric.

## Pronòstic
Hi ha un pronòstic obert perquè és una malaltia que no se sap com evolucionarà. La cura de la malaltia es podria trobar a través d'algunes teràpies avançades com CRISPR/Cas9.